# 御注孝経
『御注孝経』（ぎょちゅうこうきょう）は、唐の玄宗によって撰述された『孝経』の注釈書。全1巻。

## 概要
『御注孝経』は、唐の玄宗によって撰述された『孝経』の注釈書である。開元10年（722年）に著された開元始注本（初注本）と、天宝2年（743年）に改訂し3年後に頒布した天宝重注本の2種類があり、後世、『孝経』の注釈として天宝重注本が広く用いられることとなった。開元始注本は、中国では散佚し、日本において伝わった。
この時、同時に元行沖によって疏が付されたが、のちに北宋の邢昺によって疏が作られると、元行沖疏は散佚した。

## 作成の経緯

### 作成にいたる背景
『孝経』は、焚書坑儒の後、「古文」・「今文」と呼ばれる二種の系統のテキストに分かれ、「古文」には孔安国による伝、「今文」には鄭玄による注が付けられた。南朝では、梁に孔伝と鄭注がともに国学に建てられたが、侯景の乱で孔伝は滅び、その後の陳、また北斉・北周では鄭注のみが用いられた。
ところが、古文孝経（孔伝）、今文孝経（鄭注）ともに偽書ではないかという疑惑を抱えており、特に唐代に入ると、どちらを『孝経』の正本に取るべきかという論争が行われるようになった。そこで、唐の玄宗は、開元7年（719年）に古文派と今文派の両派の儒学者を集めて論争を行わせた。特に、古文派の劉知幾は鄭注が偽作である十二の理由を挙げて強力に古文孝経孔伝を推したが、今文派の司馬貞は古文孝経孔伝の方を偽作とし，決着は付かず、両者ともに行用すべしという結論になった。この結果を受け、学識に優れた玄宗が、王朝としての統一的な解釈を示すため、自ら公定の注釈書を作成することとなった。
なお、現代では、孔安国伝は偽作とされる（偽作時期、偽作者には諸説ある）が、鄭玄注の真偽はいまなお定論を見ない。

### 作成の方法
当時の宰相である宋璟・蘇頲が今文派で司馬貞の主張を支持していたことから、玄宗は彼らの意見に従って今文を基本としながらも、孔安国・鄭玄・韋昭・王粛らの注釈のうち優れたものを採用し、これら諸説を斟酌しながら注釈を加え、更に先の論争の当事者である劉知幾・司馬貞や諸王の侍読を務める学者らの意見を聞いた上で修正を加えた。
開元始注本の成立年については、元行沖疏序（開元始注本）に「皇帝君臨之十歳也」とあり、玄宗即位の十年目であること、また開元9年（721年）に死去した劉知幾の名がみえることから、開元9年であると考えられる。
その後、玄宗は天宝年間になって宰相の李林甫らを集めて再訂を行い、改めて自ら序文を作成した。

### 元行沖による撰疏
玄宗は、序文で注は簡略を旨とし、不足部分は疏によって補うと述べている。この疏を編纂したのが元行沖である。余嘉錫によれば、まず玄宗の講義録である『孝経制旨』が存し、これを簡約にして注が作られ、そして元行沖が制旨の意を受けて疏を制作した。
その後、北宋の真宗の命を受けた邢昺が『孝経正義』を作成し、これが『十三経注疏』の一つとして普及すると、元行沖疏は廃れ、散佚した。

## 影響
『御注孝経』の頒布以後、公式の場での『孝経』講義・解釈は全てこれに従うようになり、孔伝・鄭注を始めとする既存の注釈の多くが廃れていく事になった。また、天宝の重訂後は、開元の始訂本も同様の運命をたどった。

### 日本への伝来
日本では、平安時代の貞観2年10月16日（860年11月2日）に、大学博士大春日雄継の働きかけによって、今後『孝経』の注釈には学令において『孝経』の注釈書として定められた孔安国・鄭玄の注を用いずに『御注孝経』を用いる詔が出されている。また、これに先立って同年2月から12月にかけて、大春日雄継によって当時12歳の清和天皇に対して『御注孝経』の講義が行われている。その背景について、幼少の清和天皇が母方の祖父の藤原良房の政治権力によって、異母兄の惟喬親王を推す世論に反して擁立されたことに由来する政治基盤の不安定さを克服するために、幼い天皇の君徳の涵養を図るとともに、天皇への忠誠を官人教育を通じて強く認識させる目的によって、藤原良房と大春日雄継が導入を図ったものと考えられている。なお、同詔では漢詩などの文学材料としても用いられていた孔安国の注釈に関しては、天皇及び皇族の教育以外の場では引き続き使用が認められており、この導入が大学寮全体の支持すら得られていなかった政治的なものであったことを裏付けている。
その後、大学寮の明経道を世襲した清原氏などでは『御注孝経』が家学のテキストとして用いられてきたが、中国本土では廃れてしまった開元始注本がそのまま用いられて、写本などの形式で残されていた。江戸時代に屋代弘賢が三条西実隆の書写した始注本を元に刊行を行った。明治になって、清の外交官であった楊守敬がこれが中国本土では滅んでしまった開元始注本であることに気付き、刊行本を本国に持ち帰り、黎庶昌が編纂していた『古逸叢書』に所収させたのである。